# Залесье
Зале́сье — средневековое название исторической области на территории современной Западной России, располагавшейся в Волго-Окском междуречье. 
Иногда к Залесской земле относили и политически зависимые от Великого княжения Владимирского новгородские и псковские земли. Название первоначально возникло в Юго-Западной Руси, с точки зрения которой данные земли находились по другую сторону от обширных и труднопроходимых брянских лесов. Историческое Залесье в целом соответствует Северо-Восточной Руси, при этом последний термин может иметь помимо географического и политическое измерение. Термины «Залесье», «Залесская земля» были в употреблении в XIV—XV вв.
Согласно «Списку русских городов дальних и ближних», составленному в конце XIV века, Залесская земля включала в себя 55 городов и поселений (не считая новгородских и псковских), расположенных в следующих современных регионах России:
- Москва;
- Ярославская область: Переславль-Залесский, Ростов, Ярославль, Углич;
- Костромская область: Кострома;
- Владимирская область: Владимир, Боголюбово, Суздаль, Юрьев-Польский, Стародуб-на-Клязьме;
- Нижегородская область: Нижний Новгород, Городец;
- Кировская область: Вятка (Киров);
- Ивановская область: Шуя, Юрьевец;
- Вологодская область: Вологда, Великий Устюг, Белозерск;
- Московская область: Можайск;
- Калужская область: Боровск, Любутск;
- Курская область: Курск;
- Орловская область: Новосиль;
- Тульская область: Одоев;
- Тверская область: Торжок, Ржев.

(Выше перечислены лишь некоторые города из «Списка».)
Кроме того, к залесским городам без особого заголовка в «Списке» отнесены новгородские и псковские города (в связи с их подчинением великим князьям Владимирским), общим числом 35, в частности:  
- Новгородская область: Великий Новгород;
- Ленинградская область: Старая Ладога, Орешек (Шлиссельбург), Ям (Кингисепп), Корела (Приозерск), Тиверск;
- Псковская область: Псков, Изборск;
- Архангельская область: Холмогоры, Шенкурск;

В новейшее время некоторые города Залесья образуют Золотое кольцо России.
Термин «Залесье» в древнерусских источниках довольно редок. Кроме «Списка», он встречается только в «Задонщине». Сходные выражения: «Суждали Залесская дань» и «А се Залѣскии» (города) есть в Уставной грамоте Смоленской епископии 1136 года.

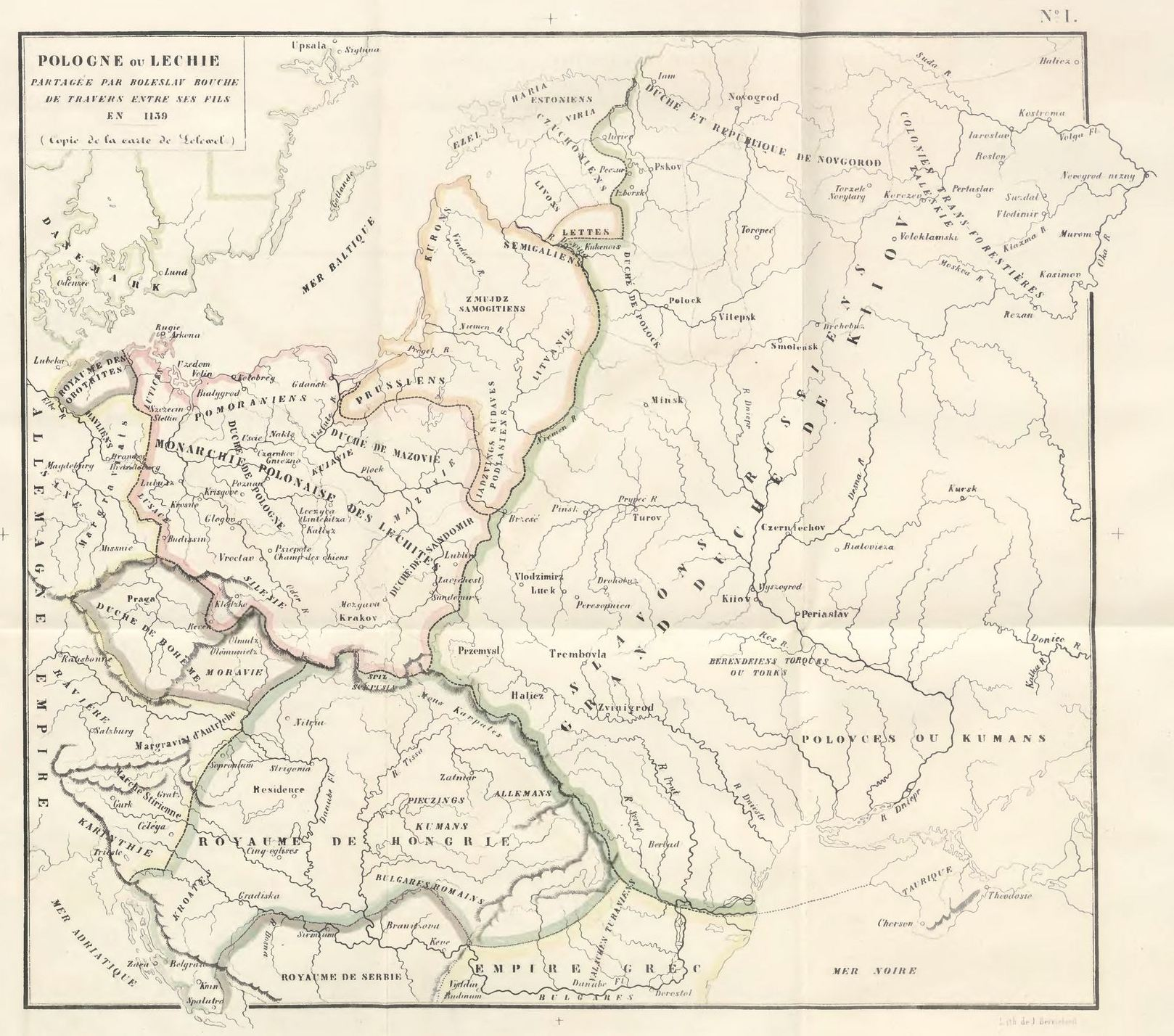
Карта Восточной Европы в 1139 г. Северо-восточные территории обозначены как Залесье. Автор Иоахим Лелевель.

Название «Залесье» географическое, южного происхождения, оно подразумевало всё то, что находилось «за лесом» по отношению к киевским и черниговским землям, от которых Залесье отделяли труднопроходимые брянские леса («дебрянские» — от слова «дебри») и земли, населённые вятичами. Существовали два основных пути, связывавших столицу Киевской Руси с Залесьем: окольный водный днепровско-волжский путь с волоком на Валдае (использовался, в частности, Глебом Владимировичем в 1015 году, Юрием Долгоруким в 1155 году) и «дорога прямоезжая» через вятичские леса (Святослав Игоревич в конце 960-х годов, Владимир Мономах в конце XI века и др.).
Дославянским населением Залесья были финно-угорские (меря, мурома, мещера) и, в меньшей степени, балтские (голядь) племена. Первым из городов, возникших в Залесье, был Ростов, который упоминается в летописи уже во второй половине IX века («а в Ростове меря»). Первая волна славянской колонизации (кривицко-новгородская) пришла в Залесье в X веке. По мнению ряда исследователей, финно-угорское автохтонное население по причине своей малочисленности было быстро ассимилировано. О массивной русской миграции на протяжении XII века свидетельствуют летописи и археологические раскопки. Именно на этот период приходится основание и быстрый рост многочисленных городов Ростово-Суздальской земли (Владимир, Москва, Переяславль-Залесский, Юрьев-Опольский, Дмитров, Звенигород, Стародуб-на-Клязьме, Ярополч-Залесский, Галич и др.), названия которых нередко повторяли названия городов происхождения переселенцев. С начала XIII века Ростово-Суздальская земля (в будущем ядро Залесья) включается в понятие Русь, доказательства этому встречаются как в русских, так и в иноплемённых летописях. К примеру, в Лаврентьевской летописи Владимир, Москва и Переяславль-Залесский в 1293 году называются русской землёй, а Ливонская рифмованная хроника называет Суздаль русским городом. В «Задонщине» земля Залесская имеет уже своим центром Москву.
После распада Руси на самостоятельные княжества (вторая треть XII века) в Залесье начался интенсивный процесс формирования самостоятельной государственности, являвшейся прямой предшественницей современной российской государственности.